# Kota Administrasi Jakarta Utara
Kota Administrasi Jakarta Utara (indonesiska: Kotamadya Jakarta Utara) är ett kabupaten i Indonesien.   Det ligger i provinsen Jakarta, i den västra delen av landet. Huvudstaden Jakarta ligger i Kota Administrasi Jakarta Utara. Antalet invånare är 1 736 143. Arean är 147 kvadratkilometer. Kota Administrasi Jakarta Utara gränsar till Tangerang.
Terrängen i Kota Administrasi Jakarta Utara är mycket platt.